# Иванов, Владимир Иванович (генерал-лейтенант)
Владимир Иванович Иванов (24 июня 1922, дер. Судилово, ныне — Кологривского района Костромской области — 30 декабря 1991, Ростов-на-Дону) — советский военачальник. Командующий 8-й танковой армией Прикарпатского военного округа (1972—1975), генерал-лейтенант танковых войск (8.11.1971). Депутат Верховного Совета УССР 9-го созыва.

## Биография
Родился в крестьянской семье.
В Красной Армии с 1940 года. В 1941 году окончил Саратовское танковое училище.
Участник Великой Отечественной войны с 1941 года. Командовал танковым взводом, 25-м гвардейским танковым полком 37-й гвардейской танковой бригады.
Член ВКП(б) с 1943 года.
После войны продолжил службу в Советской Армии. Окончил с золотой медалью Военную академию бронетанковых и механизированных войск.
Служил командиром 66-й танковой дивизии, заместителем командующего армии Дальневосточного военного округа.
Окончил с золотой медалью Военную академию Генерального штаба Вооруженных Сил СССР.
С декабря 1968 года — первый заместитель командующего 5-й армии Дальневосточного военного округа. В 1970 — мае 1972 г. — 1-й заместитель командующего Северной группой войск (Польша).
В мае 1972 — декабре 1975 г. — командующий 8-й танковой армией Краснознаменного Прикарпатского военного округа.
В декабре 1975 — сентябре 1979 г. — Первый заместитель командующего войсками Северо-Кавказского военного округа.
В отставке с 1979 года.
Похоронен на Северном кладбище Ростова-на-Дону.

## Звание
- генерал-майор танковых войск (7.05.1966)
- генерал-лейтенант танковых войск (8.11.1971)

## Награды
- орден Ленина
- орден Александра Невского
- два ордена Красного Знамени
- орден Отечественной войны 1-й ст. (6.04.1985)
- медали
- почетный гражданин города Каховки (1985)